# Brian McBride
Pour les articles homonymes, voir McBride.
 Brian McBride, né le 19 juin 1972 à Arlington Heights en Illinois, est un ancien joueur international américain de soccer ayant évolué au poste d'attaquant, notamment avec le club anglais de Fulham. Il possédait en outre un bon jeu de tête.
Il est considéré comme l'un des meilleurs joueurs américains de tous les temps.

## Biographie

### Jeunesse et formation
Né à Arlington Heights, dans l'Illinois, McBride joue au soccer de niveau secondaire à la Buffalo Grove High School, sous la direction de son entraîneur John Erfort.
Au cours de ses quatre années de secondaire, il marque 80 buts bien qu'il ait joué sa dernière saison en tant que défenseur.
Brian McBride a eu une très belle carrière universitaire avec l'Université Saint Louis, dont il est sorti diplômé en 1993. Au cours de ses quatre saisons avec les Billikens, il joue (et commence) 89 matchs, et a établi des records de buts (72), de passes décisives (40) et de points totaux (184).
En août 2018, il est l'un des 22 joueurs universitaires à faire partie du club des 40-40, c'est-à-dire ayant à la fois 40 buts et 40 passes décisives dans leur carrière universitaire.

### Carrière en club

#### Rampage de Milwaukee (1994)
Brian McBride ne joue qu'une seule saison avec le Rampage de Milwaukee en USISL. En dix-huit rencontres, il marque dix-sept buts et délivre dix-huit passes décisives.

#### VfL Wolfsburg (1994-1995)
La saison suivante Brian McBride quitte les États-Unis pour l'Allemagne et rejoint Wolfsburg, en deuxième division allemande qui à cette période, offrait la possibilité à plusieurs joueurs américains de jouer en Europe. Cela a également profité à Mike Lapper, Chad Deering ou encore Claudio Reyna, arrivés à peu près à la même période.
En manque de temps de jeu et d'efficacité, il décide de quitter le club après seulement une saison. Avec Wolfsburg, il ne marque que deux buts en dix-huit matchs.

#### Crew de Columbus (1996-2000)
Avec la création de la Major League Soccer et le début de la saison inaugurale en 1996, Brian McBride choisit de rentrer chez lui. Il est choisi en première position de la draft inaugurale de 1996 par le Crew de Columbus,.
Pour sa première saison en MLS, il marque le premier but de l'histoire de sa franchise. Il termine cette saison avec dix-neuf buts marqués et deux passes décisives en trente-et-un matchs.
La saison suivante (1997), il manque une bonne partie de la saison à cause d'une blessure à la cheville. Il ne joue ainsi que dix-sept matchs marquant à sept reprises et délivrant six passes décisives.
Durant les saisons 1998, 1999 et 2000, il marque au total vingt-cinq buts en 77 matchs et délivre vingt-et-une passes décisives en MLS. À l'issue de la saison 2000, bien que s'étant fracturé une pommette qui lui a fait manqué une partie de la saison, il est nommé dans les candidats pour la cinquième fois consécutive à l'équipe des étoiles de la MLS.
En 2002, il participe activement au succès de sa franchise en Coupe des États-Unis (ou U.S. Open Cup), qui remporte le premier trophée majeur de son histoire.
À la fin de ses huit années passées avec le Crew de Columbus, il compte sept nominations au All Star de la MLS sans pour autant y figurer, le but de l'année en 1998, le trophée du fair-play en 2003 et surtout 79 buts et 38 passes décisives en 199 matchs joués,.
Il est ensuite nommé, en 2005, dans le meilleur XI de tous les temps en MLS (MLS All-Time Best XI),.

#### Prêts à Preston North End et Everton (2000-2001 et 2003)
Ses prestations remarquées aux États-Unis attirent l'attention de David Moyes, entraîneur de Preston North End qui le fait venir une saison (2000-2001) en prêt. Pour ses débuts en Angleterre, Brian McBride est nommé homme du match face à Stockport. Il marque son unique but contre les Queens Park Rangers le 10 février 2001 et offre la victoire à son club. Il manquera cependant la plupart de la saison à cause de blessures,.
En 2003, David Moyes, alors entraîneur d'Everton, lutte pour le maintien de son club en Premier League. Il décide alors de rappeler Brian McBride en prêt, qu'il connaît depuis son passage à Preston North End. Son deuxième passage en Angleterre se passe bien mieux que le premier. En effet, il marque quatre buts en huit matchs. Il marque notamment lors de ses débuts avec les Toffees contre Tottenham. À la fin de la saison, Everton termine à la dix-septième place et se maintient donc en Premier League. Brian McBride aura contribué à ce maintien. David Moyes tente même de le faire signer définitivement à Everton mais son club américain du Crew de Columbus refuse les offres,.

#### Fulham (2004-2008)

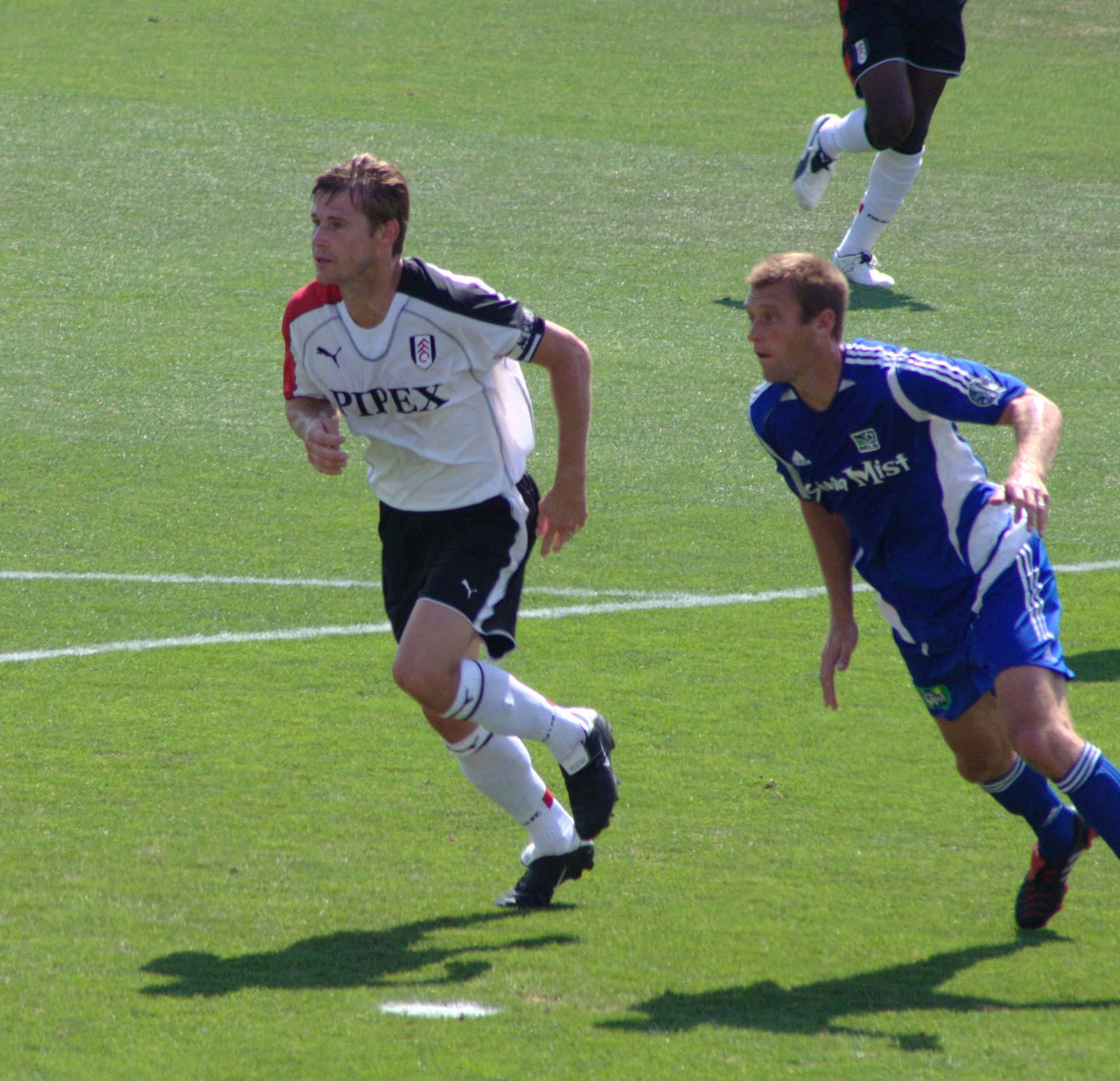
Brian McBride avec Fulham en 2005

En janvier 2004, à 31 ans, Brian McBride quitte à nouveau les États-Unis pour l'Angleterre et rejoint définitivement la Premier League. Il est recruté à Fulham par Chris Coleman et il y signe un contrat contre une somme d'environ 1,5 million de dollars.
Il fait ses débuts avec Fulham en entrant en jeu contre Tottenham et inscrit le but de la victoire, de la tête (2-1). En une demi-saison, il joue dix-huit rencontres et inscrit cinq buts,.
Les saisons suivantes, il devient un titulaire important à Fulham. Sans être un buteur très prolifique, il est considéré comme un guerrier sur le terrain et a un impact très positif sur le jeu de son équipe,.
Lors de la saison 2006-2007, Brian McBride est le meilleur buteur de son club, avec douze buts inscrits toutes compétitions confondues. Il est nommé comme étant le meilleur joueur de Fulham de la saison, et a même reçu le brassard de capitaine,.
Pour sa dernière saison à Fulham, il se disloque la rotule après avoir marqué contre Middlesborough lors du troisième match de la saison. Il fait son retour quelques mois plus tard contre Everton et inscrit le but victorieux de la tête et son équipe s'impose 1 à 0,. Son retour est crucial pour son équipe et lui permet de se maintenir. Ses performances sont à nouveau récompensées par le titre de meilleur joueur de Fulham de l'année.
Le 28 mai 2008, Brian McBride annonce qu'il quitte Fulham pour retourner aux États-Unis jouer en MLS.

#### Fire de Chicago (2008-2010)
En 2008, Brian McBride est de retour dans son pays. Il a en effet décidé de quitter l'Angleterre pour rentrer chez lui, à Chicago. Il rejoint alors le Fire de Chicago.
Il y joue durant trois saisons de MLS (2008, 2009 et 2010) et compte soixante-douze rencontres pour vingt-et-un buts et quatre passes décisives toutes compétitions confondues.
À l'issue de la saison 2010, McBride annonce sa retraite sportive, à 38 ans, après près de quinze ans de carrière au niveau professionnel.

#### Wembley FC (2012)
En juin 2012, Brian McBride sort de sa retraite sportive et rejoint le Wembley FC. Il arrive accompagné de plusieurs anciens joueurs internationaux comme Ray Parlour, Martin Keown, Graeme Le Saux, David Seaman ou encore Claudio Caniggia, afin de participer à la campagne de FA Cup de Wembley. Tous ces joueurs sont sortis de le retraite pour aider Wembley en neuvième division anglaise.

### Carrière internationale
Alors qu'il jouait au soccer de niveau secondaire à la Buffalo Grove High School, Brian McBride jouait également pour l'équipe des États-Unis des moins de 20 ans. Ensuite, de 1991 à 1993, il fait partie de l'équipe B des États-Unis, avec laquelle il marque de nombreux buts.
Brian McBride débute avec l'équipe des États-Unis en 1993, à l'occasion d'un match amical face au Honduras perdu 4 buts à 1. Il entre en jeu à la place de Mark Chung à la 63e minute. À partir de 1996, il devient un joueur appelé régulièrement en équipe nationale et s'impose petit à petit comme un titulaire au poste d'avant-centre. Cette même année, il marque son premier but international face au Guatemala, durant les éliminatoires pour la Coupe du monde 1998.
En 1998, il participe à ses premières compétitions internationales. Il joue dans un premier temps la Gold Cup, où il ne marque pas de but. Les  États-Unis atteignent la finale en éliminant le Brésil, mais s'inclinent finalement face au Mexique (1 à 0). Brian McBride entre en jeu en fin de match et ne joue donc que quelques minutes en finale. Il participe ensuite à la Coupe du monde 1998, en France. Il marque l'unique but américain de la compétition, face à l'Iran.
L'année suivante, il participe à la Coupe des confédérations 1999, durant laquelle il joue tous les matchs et inscrit deux buts. Il marque notamment le deuxième but américain lors du match pour la troisième place face à l'Arabie Saoudite et permet aux États-Unis de finir la compétition sur le podium,.
Il participe ensuite à la Gold Cup 2000, où les Américains se font éliminer en quarts de finale contre la Colombie, puis à l'édition suivante en 2002. Durant cette compétition, il joue l'ensemble des matchs du tournoi en étant titulaire à chaque fois et participe grandement au succès des Américains qui remportent la compétition en marquant quatre but dont un triplé face au Salvador. Cela fait de lui le meilleur buteur de la Gold Cup 2002. Il est également élu meilleur joueur. Cette même année, il joue aussi la Coupe du monde 2002. Les États-Unis sont éliminés en quarts de finale par l'Allemagne. McBride joue tous les matchs de son pays durant cette Coupe du monde et inscrit deux buts dont un but très important qui permet aux Américains de battre le Portugal et donc de se qualifier pour les phases finales,.
En 2003, il participe à la Gold Cup. Les Américains atteignent les demi-finales et sont éliminés par le Brésil. McBride termine la compétition avec trois buts inscrits ce qui fait de lui le deuxième meilleur buteur de la compétition derrière son compatriote Landon Donovan et le costaricien Walter Centeno (quatre buts). Il est nommé capitaine de la sélection américaine pour la première fois durant cette compétition. Il sera ensuite régulièrement capitaine de la sélection jusqu'à sa retraite internationale.
En 2006, Brian McBride joue sa dernière compétition internationale à l'occasion de la Coupe du monde 2006. Il joue les trois matchs de son pays qui est éliminé dès le premier tour. Face à l'Italie, il est victime d'un coup de coude provoquant l'expulsion de Daniele De Rossi. À la fin de cette Coupe du monde, Brian McBride annonce sa retraite internationale,.
Malgré s'être retiré du soccer international en 2006, Brian McBride fait un bref retour sur la scène internationale en 2008 lors des Jeux olympiques de 2008. Il fait partie des trois joueurs de plus de 23 ans sélectionnés. Il joue les trois matchs de son pays dans cette compétition et est le capitaine de la sélection. Celle-ci est éliminée dès le premier tour.

### Après carrière
Après sa retraite sportive, Brian McBride a dans un premier temps été analyste et commentateur de soccer, d'abord pour Fox, puis pour ESPN,.
En 2011, il fonde la McBride's Attacking Soccer Academy,.
En janvier 2020, Brian McBride devient le nouveau manager général de la sélection nationale américaine,,.

## Statistiques

### En club
| Saison                | Club                     | Championnat           | Championnat | Championnat | Championnat | Coupe nationale | Coupe nationale | Coupe nationale | Coupe de la Ligue | Coupe de la Ligue | Coupe de la Ligue | Compétition(s) continentale(s) | Compétition(s) continentale(s) | Compétition(s) continentale(s) | Compétition(s) continentale(s) | Total | Total | Total |
| Saison                | Club                     | Division              | M.          | B.          | P.d.        | M.              | B.              | P.d.            | M.                | B.                | P.d.              | Comp.                          | M.                             | B.                             | P.d.                           | M.    | B.    | P.d.  |
| 1994                  | Rampage de Milwaukee     | USISL                 | 18          | 17          | 18          | -               | -               | -               | -                 | -                 | -                 | -                              | -                              | -                              | -                              | 18    | 17    | 18    |
| 1994-1995             | VfL Wolfsburg            | 2. Bundesliga         | 15          | 1           | 0           | 3               | 1               | 0               | -                 | -                 | -                 | -                              | -                              | -                              | -                              | 18    | 2     | 0     |
| 1996                  | Crew de Columbus         | MLS                   | 31          | 19          | 2           | 0               | 0               | 0               | -                 | -                 | -                 | -                              | -                              | -                              | -                              | 31    | 19    | 2     |
| 1997                  | Crew de Columbus         | MLS                   | 17          | 7           | 6           | 0               | 0               | 0               | -                 | -                 | -                 | -                              | -                              | -                              | -                              | 17    | 7     | 6     |
| 1998                  | Crew de Columbus         | MLS                   | 29          | 14          | 6           | 4               | 3               | 0               | -                 | -                 | -                 | -                              | -                              | -                              | -                              | 33    | 17    | 6     |
| 1999                  | Crew de Columbus         | MLS                   | 30          | 5           | 10          | 2               | 2               | 0               | -                 | -                 | -                 | -                              | -                              | -                              | -                              | 32    | 7     | 10    |
| 2000                  | Crew de Columbus         | MLS                   | 18          | 6           | 5           | 1               | 1               | 0               | -                 | -                 | -                 | -                              | -                              | -                              | -                              | 19    | 7     | 5     |
| 2001                  | Crew de Columbus         | MLS                   | 15          | 1           | 4           | 2               | 0               | 0               | -                 | -                 | -                 | -                              | -                              | -                              | -                              | 17    | 1     | 4     |
| 2002                  | Crew de Columbus         | MLS                   | 19          | 7           | 5           | 4               | 2               | 0               | -                 | -                 | -                 | -                              | -                              | -                              | -                              | 23    | 9     | 5     |
| 2003                  | Crew de Columbus         | MLS                   | 24          | 12          | 1           | 0               | 0               | 0               | -                 | -                 | -                 | CCC                            | 3                              | 0                              | 0                              | 27    | 12    | 1     |
| Sous-total            | Sous-total               | Sous-total            | 183         | 71          | 39          | 13              | 8               | 0               | -                 | -                 | -                 | -                              | 3                              | 0                              | 0                              | 199   | 79    | 39    |
| 2000-2001             | Preston North End (prêt) | First Division        | 9           | 1           | 0           | -               | -               | -               | -                 | -                 | -                 | -                              | -                              | -                              | -                              | 9     | 1     | 0     |
| 2002-2003             | Everton FC (prêt)        | Premier League        | 8           | 4           | 0           | -               | -               | -               | -                 | -                 | -                 | -                              | -                              | -                              | -                              | 8     | 4     | 0     |
| Sous-total            | Sous-total               | Sous-total            | 17          | 5           | 0           | -               | -               | -               | -                 | -                 | -                 | -                              | -                              | -                              | -                              | 17    | 5     | 0     |
| 2003-2004             | Fulham FC                | Premier League        | 16          | 4           | 1           | 3               | 1               | 0               | 0                 | 0                 | 0                 | -                              | -                              | -                              | -                              | 19    | 5     | 1     |
| 2004-2005             | Fulham FC                | Premier League        | 31          | 6           | 1           | 2               | 0               | 0               | 4                 | 3                 | 0                 | -                              | -                              | -                              | -                              | 37    | 9     | 1     |
| 2005-2006             | Fulham FC                | Premier League        | 38          | 9           | 1           | 0               | 0               | 0               | 1                 | 1                 | 0                 | -                              | -                              | -                              | -                              | 39    | 10    | 1     |
| 2006-2007             | Fulham FC                | Premier League        | 38          | 9           | 0           | 4               | 3               | 1               | 0                 | 0                 | 0                 | -                              | -                              | -                              | -                              | 42    | 12    | 1     |
| 2007-2008             | Fulham FC                | Premier League        | 17          | 4           | 0           | 0               | 0               | 0               | 0                 | 0                 | 0                 | -                              | -                              | -                              | -                              | 17    | 4     | 0     |
| Sous-total            | Sous-total               | Sous-total            | 140         | 32          | 3           | 9               | 4               | 1               | 5                 | 4                 | 0                 | -                              | -                              | -                              | -                              | 154   | 40    | 4     |
| 2008                  | Fire de Chicago          | MLS                   | 14          | 6           | 2           | 0               | 0               | 0               | -                 | -                 | -                 | -                              | -                              | -                              | -                              | 14    | 6     | 2     |
| 2009                  | Fire de Chicago          | MLS                   | 25          | 7           | 1           | 0               | 0               | 0               | -                 | -                 | -                 | SL                             | 3                              | 2                              | 0                              | 28    | 9     | 1     |
| 2010                  | Fire de Chicago          | MLS                   | 26          | 6           | 1           | 1               | 0               | 0               | -                 | -                 | -                 | SL                             | 3                              | 0                              | 0                              | 30    | 6     | 1     |
| Sous-total            | Sous-total               | Sous-total            | 65          | 19          | 4           | 1               | 0               | 0               | -                 | -                 | -                 | -                              | 6                              | 2                              | 0                              | 72    | 21    | 4     |
| Total sur la carrière | Total sur la carrière    | Total sur la carrière | 438         | 145         | 64          | 23              | 12              | 1               | 5                 | 4                 | 0                 | -                              | 9                              | 2                              | 0                              | 475   | 163   | 65    |

## Palmarès

### En club
Crew de Columbus
- Vainqueur de la Coupe des États-Unis en 2002

### En sélection nationale
États-Unis
- Vainqueur de la Gold Cup en 2002
- Troisième de la Coupe des confédérations en 1999

### Distinctions individuelles
- But de l'année en MLS en 1998
- Meilleur joueur de la Gold Cup 2002
- Meilleur buteur de la Gold Cup 2002 avec 4 buts
- Trophée du fair-play de la MLS en 2003
- Meilleur joueur de Fulham en 2005 et 2006
- Meilleur joueur du Fire de Chicago en 2009
- Membre du National Soccer Hall of Fame depuis 2014